# Lissochelifer depressus
Lissochelifer depressus är en spindeldjursart som först beskrevs av Carl Ludwig Koch 1843.  Lissochelifer depressus ingår i släktet Lissochelifer och familjen tvåögonklokrypare. Inga underarter finns listade i Catalogue of Life.